# Howard Benson
Howard Benson (ur. 1956 w Havertown, Pensylwania) – amerykański producent muzyczny i inżynier dźwięku, a także muzyk, kompozytor, multiinstrumentalista oraz wykładowca akademicki. Absolwent Drexel University, w latach później także wykładowca na tejże uczelni. Od 2007 roku piastuje stanowisko A&R w wytwórni muzycznej Warner Bros. Records. Howard Benson współpracował m.in. z takimi zespołami i wykonawcami jak: Kelly Clarkson, Halestorm, Hoobastank, Flyleaf, Sepultura, P.O.D. oraz Motörhead. 

## Wybrana dyskografia
| Album                                 | Rok  | Utwór                                                              | Źródło |
| ------------------------------------- | ---- | ------------------------------------------------------------------ | ------ |
| Motörhead – Bastards                  | 1993 | edycja cyfrowa, inżynieria dźwięku, produkcja muzyczna, miksowanie | [ 3 ]  |
| P.O.D. – Satellite                    | 2001 | produkcja muzyczna                                                 | [ 4 ]  |
| Crazy Town – Darkhorse                | 2002 | instrumenty klawiszowe, produkcja muzyczna                         | [ 5 ]  |
| Papa Roach – Getting Away with Murder | 2004 | programowanie, instrumenty klawiszowe, produkcja muzyczna          | [ 6 ]  |
| Flyleaf – Flyleaf                     | 2005 | programowanie, instrumenty klawiszowe, produkcja muzyczna          | [ 7 ]  |
| Apocalyptica – Worlds Collide         | 2007 | instrumenty klawiszowe, programowanie, produkcja muzyczna          | [ 8 ]  |
| Halestorm – Halestorm                 | 2009 | instrumenty klawiszowe, programowanie, produkcja muzyczna          | [ 9 ]  |
| Kelly Clarkson – All I Ever Wanted    | 2009 | instrumenty klawiszowe, programowanie, produkcja muzyczna          | [ 10 ] |
| Adam Lambert – For Your Entertainment | 2009 | instrumenty klawiszowe, programowanie, produkcja muzyczna          | [ 11 ] |
| Santana – Guitar Heaven               | 2010 | produkcja muzyczna                                                 | [ 12 ] |

## Nagrody i wyróżnienia
| Rok  | Kategoria                           | Tytułem       | Nagroda | Nota      | Źródło |
| ---- | ----------------------------------- | ------------- | ------- | --------- | ------ |
| 2007 | Producer of the Year, Non-Classical | Howard Benson | Grammy  | Nominacja | [ 13 ] |
| 2008 | Producer of the Year, Non-Classical | Howard Benson | Grammy  | Nominacja | [ 14 ] |